# Shelley Chaplin
Shelley Chaplin (nascida em 4 de setembro de 1984) é uma atleta paralímpica australiana que compete na modalidade basquetebol em cadeira de rodas, medalhista de prata na Paralimpíada de Atenas, em 2004, e de Londres, em 2012, além de bronze em Pequim, em 2008.